# Dagmar Lurz
Dagmar Lurz, po mężu Prott (ur. 18 stycznia 1959 w Dortmundzie) – niemiecka łyżwiarka figurowa reprezentująca RFN. Brązowa medalistka olimpijska z Lake Placid (1980) i uczestniczka igrzysk olimpijskich (1976), wicemistrzyni (1980) i brązowa medalistka mistrzostw świata (1977), 4-krotna wicemistrzyni Europy (1977–1980) oraz 4-krotna mistrzyni RFN (1977–1980).
Po zakończeniu kariery amatorskiej w 1980 roku, studiowała medycynę na Uniwersytecie Kolońskim, a następnie została lekarzem niemieckiej reprezentacji łyżwiarskiej. Pracowała również jako międzynarodowy sędzia łyżwiarstwa figurowego (ISU).

## Osiągnięcia
| Zawody               | 71–72          | 72–73          | 73–74          | 74–75          | 75–76          | 76–77          | 77–78          | 78–79          | 79–80          |                |                |                |                |                |                |                |                |
| Międzynarodowe       | Międzynarodowe | Międzynarodowe | Międzynarodowe | Międzynarodowe | Międzynarodowe | Międzynarodowe | Międzynarodowe | Międzynarodowe | Międzynarodowe | Międzynarodowe | Międzynarodowe | Międzynarodowe | Międzynarodowe | Międzynarodowe | Międzynarodowe | Międzynarodowe | Międzynarodowe |
| -------------------- | -------------- | -------------- | -------------- | -------------- | -------------- | -------------- | -------------- | -------------- | -------------- | -------------- | -------------- | -------------- | -------------- | -------------- | -------------- | -------------- | -------------- |
| Igrzyska olimpijskie |                |                |                |                | 10             |                |                |                | 3              |                |                |                |                |                |                |                |                |
| Mistrzostwa świata   |                |                |                | 17             | 9              | 3              | 4              | 4              | 2              |                |                |                |                |                |                |                |                |
| Mistrzostwa Europy   |                |                |                | 8              | 6              | 2              | 2              | 2              | 2              |                |                |                |                |                |                |                |                |
| Nebelhorn Trophy     |                |                |                |                | 3              |                |                |                |                |                |                |                |                |                |                |                |                |
| Krajowe              |                |                |                |                |                |                |                |                |                |                |                |                |                |                |                |                |                |
| Mistrzostwa RFN      | 5              | 3              |                | 3              | 3              | 1              | 1              | 1              | 1              |                |                |                |                |                |                |                |                |